# TUI Group
TUI Group (Touristik Union International) es una multinacional alemana dedicada principalmente al sector turístico. Forma parte del índice DAX de la Bolsa de Fráncfort, en Alemania. Originalmente, TUI fue un conglomerado industrial y de transportes denominado Preussag AG, pero a mediados de la década de 1990 la empresa inició un proceso de reconversión hacia el turismo. Para ello, fue desprendiéndose de sus negocios industriales con el fin de adquirir agencias de viajes y operadores turísticos, entre ellos la francesa Nouvelles Frontières.
En la actualidad, TUI es considerado el mayor grupo turístico integrado a nivel mundial, con presencia en gran parte de la Unión Europea y mercados internacionales. El grupo controla agencias de viajes, empresas receptivas, cadenas hoteleras, compañías aéreas, cruceros y operadores mayoristas. Hasta 2009, también fue un actor relevante en el transporte marítimo de portacontenedores, a través de Hapag-Lloyd, llegando a situarse entre las cinco mayores navieras del mundo en ese segmento.
En cuanto a su accionariado, TUI cuenta con participaciones significativas de grupos empresariales españoles. La familia mallorquina RIU Hotels, propietaria de la cadena hotelera RIU, posee aproximadamente un 5,1 % del capital. Asimismo, la familia Matutes ha mantenido una participación histórica y, en menor medida, la Caja de Ahorros del Mediterráneo (CAM) también llegó a ostentar acciones del grupo.
El 19 de marzo de 2007, TUI anunció la fusión de su división de turismo con el operador británico First Choice Holidays. La empresa resultante fue denominada TUI Travel PLC, con sede en Reino Unido y dirigida por Peter Long, hasta entonces máximo responsable de First Choice. El 3 de septiembre de 2007, los títulos de TUI Travel PLC comenzaron a cotizar en la Bolsa de Londres, con un total de 1.118 millones de acciones bajo el código TT.L.
En cifras, TUI cuenta con:
- aproximadamente 3.500 agencias de viajes
- 79 operadores turísticos en 18 países
- 7 aerolíneas con 155 aviones
- 37 agencias de recepción en 31 países
- 12 cadenas hoteleras en 28 países con 285 hoteles y más de 163.000 camas
- 10 barcos de cruceros
- más de 30 millones de clientes en 20 países
- alrededor de 48.000 empleados

## Historia

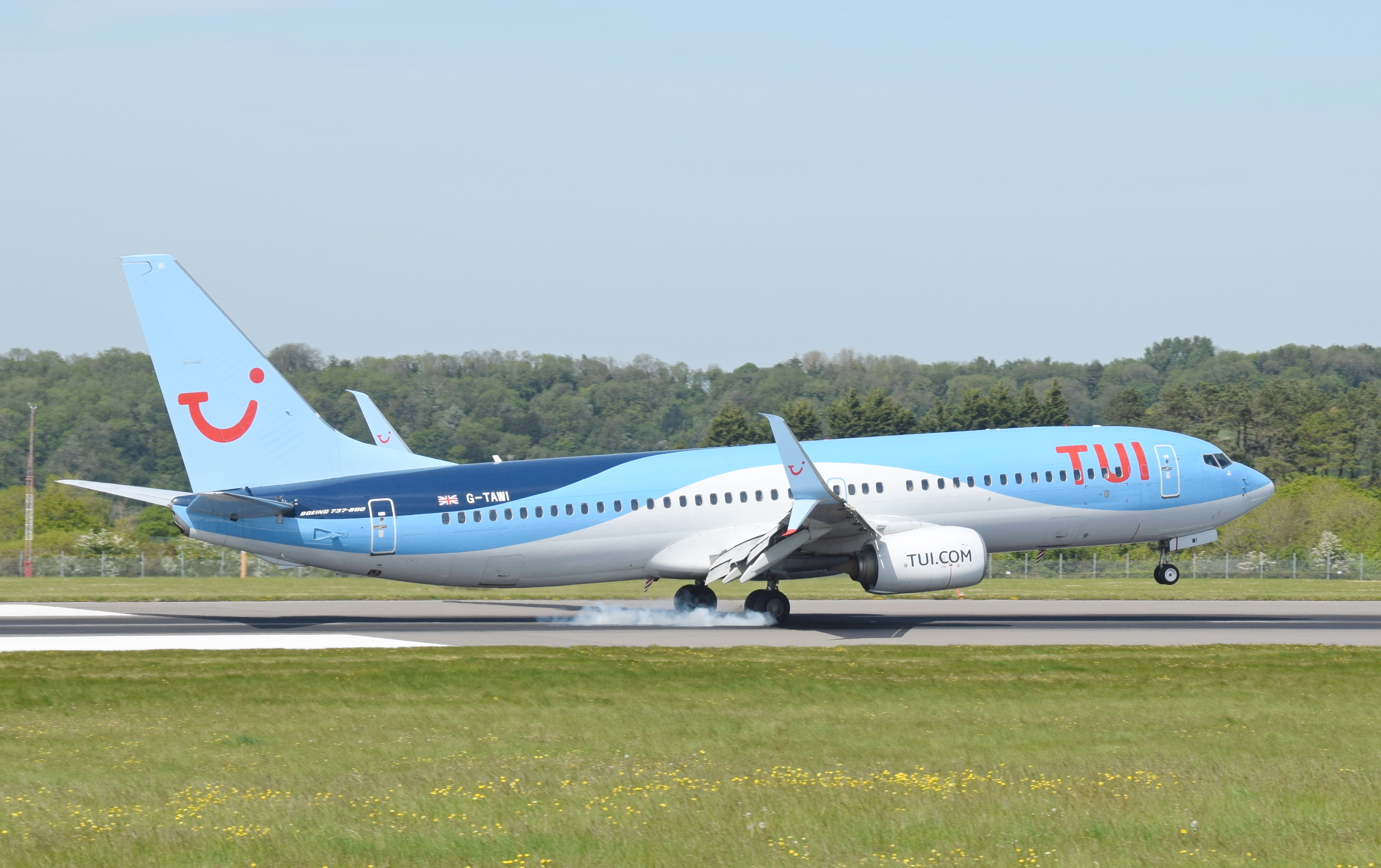
Boeing 737-800 de TUI Airways aterrizando en Bristol International Airport

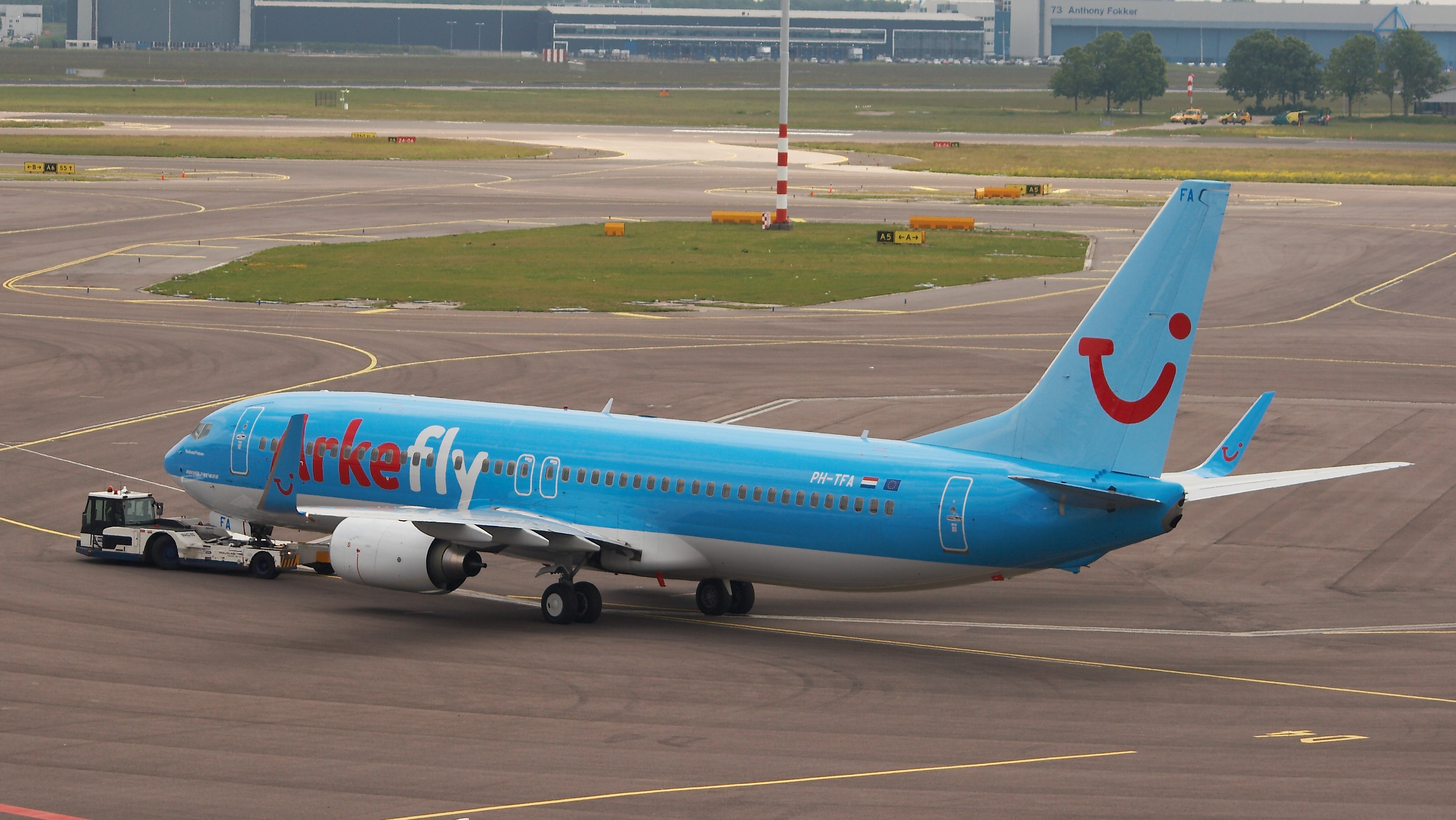
Arkefly en Ámsterdam Schiphol.

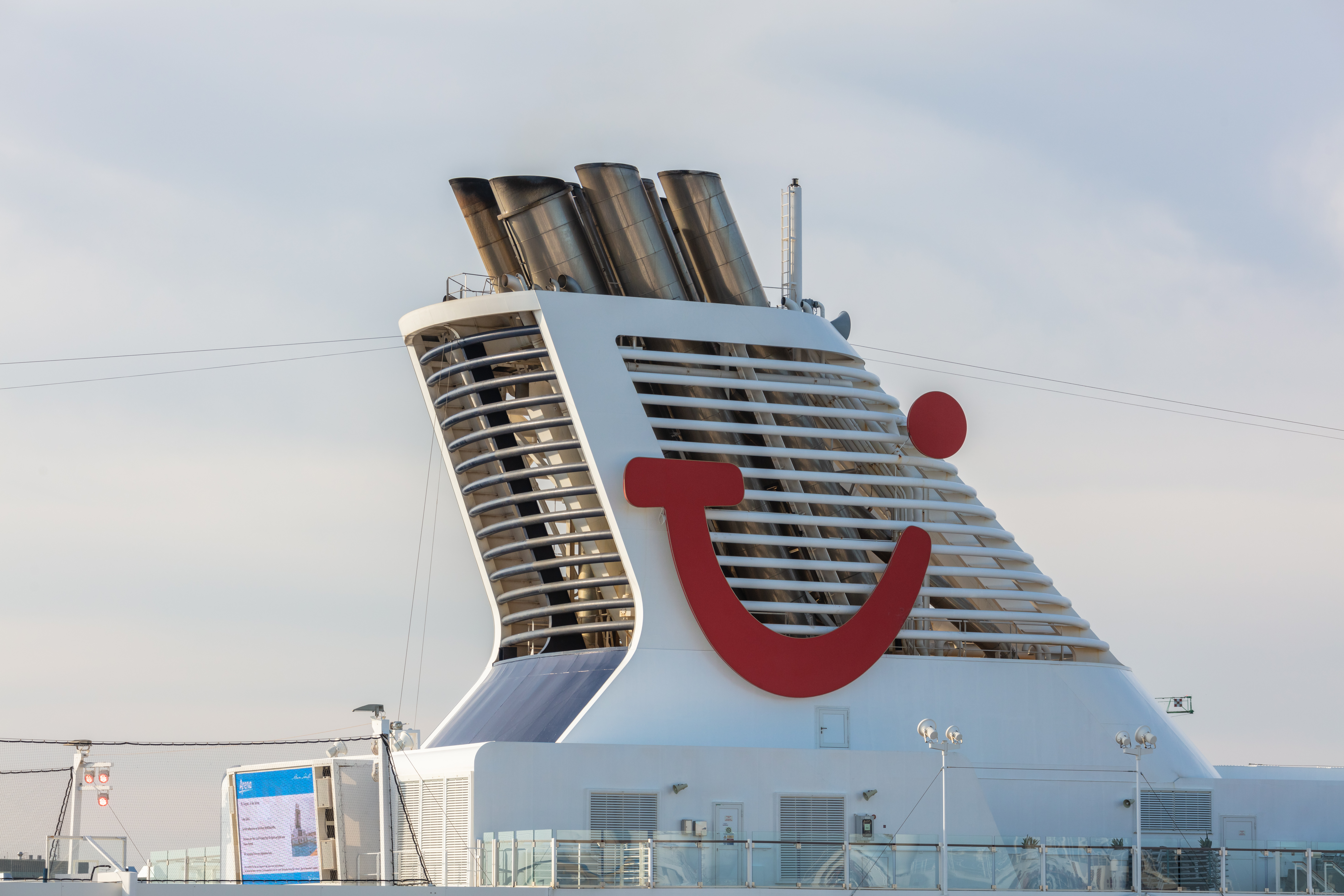
Logotipo en la chimenea del crucero Mein Schiff 4.

- 1953 Comienzan las relaciones comerciales entre Touropa (una de las precursoras de TUI) y la empresa hotelera Riu, fundada por Luis Riu Bertrán, basadas en paquetes vacacionales dirigidos al mercado alemán para estancias en las playas mallorquinas.[7]
- 1968 TUI (Touristik Union International) nació de la asociación de pequeña y mediana empresas turísticas, que fue Touropa, Scharnow-Reisen, Hummel Reisen y Dr. Tigges
- 1970 airtours international y TransEuropa integran a TUI; fundación de Robinson Club (con el grupo Steigenberger)
- 1977 Se constituye la sociedad mixta Riu Hotels S.A. (51 % familia Riu y 49 % TUI), formalizando la alianza iniciada en los años 50 y convirtiéndose en vehículo clave de expansión hotelera para el grupo.[7]
- 1990 El nombre de los operadores turísticos van a ser unitario para llamarse "TUI Schöne Ferien"
- 1995 Fundación de TUI Nederland y TUI Austria
- 1996 Fundación de TUI Suiza
- 1998 absorción por el grupo Preussag/Hapag-Lloyd e incorporación del nombre Hapag Touristik Union (HTU)
- 2000 HTU se renombra en TUI Group
- 2001 TUI Group es una filial a 100% de Preussag AG
- 2002 Preussag AG cambió su nombre en TUI AG
- desde 2002 reestructuración de grupo industrial mixto para ser una empresa de turismo y logística.
- 2004 El banco WestLB despachó su parte (31,4 %) del grupo TUI. Los nuevos accionistas son inversores españoles (Familia Riu, Grupo de Empresas Matutes, Caja de Ahorros del Mediterráneo).
- 2005 TUI vende su filial de ferrocarril VTG AG a la Compagnie Européenne de Wagons.
- 2005 Las actividades logísticas se realizan bajo la filial Hapag-Lloyd y se centró en el mercado marítimo de portacontenedores. TUI completó su adquisición de la compañía de carga canadiense CP Ships por 2.000 millones de euros (aprox). El acuerdo convirtió a TUI en la quinta compañía de transporte marítimo del mundo por volumen.
- 2006 TUI AG despacho su marca para viajes de negocios TQ3 a la compañía neerlandesa BCD Holdings N.V.
- 2007 TUI AG fusiona la división de turismo del grupo con First Choice Holidays y empieza a cotizar en la Bolsa de Londres bajo el nombre de TUI Travel PLC.

A finales de marzo de 2009, se produjo un intercambio accionarial entre TUI Travel y la propia Air Berlin. Cada una de ellas se hizo con un 19,9% de la otra, además TUI aportó 28,5 millones de euros. Tras este acuerdo Air Berlin incorporó parte de la flota de la compañía chárter en wet lease.

## Organización de la empresa
| TUI AG                               | TUI AG                           | TUI AG                              | TUI AG                                                         | TUI AG                                                          | TUI AG                                                        | TUI AG                                                                               |
| TUI Central Europe                   | TUI Northern Europe              | TUI Western Europe                  | TUI Hotels & Resorts                                           | TUI Airlines                                                    | Shipping                                                      | TUI Musement                                                                         |
| ------------------------------------ | -------------------------------- | ----------------------------------- | -------------------------------------------------------------- | --------------------------------------------------------------- | ------------------------------------------------------------- | ------------------------------------------------------------------------------------ |
| Alemania Austria Suiza Polonia Rusia | Reino Unido Irlanda Escandinavia | Francia Bélgica Países Bajos Italia | RIU Hotels ROBINSON Club Grupotel Grecotel Iberotel MAGIC LIFE | HLX Hapagfly Tui Airways Corsair Jetairfly TUIflyNordic Arkefly | Hapag-Lloyd Container Linie CP Ships Hapag-Lloyd Kreuzfahrten | Destination Services Intercruses Shorseside and Port Services Pacific World Musement |

## Filiales turísticas

### Compañías aéreas
- Alemania
  - TUIfly
- Bélgica
  - TUI fly Belgium

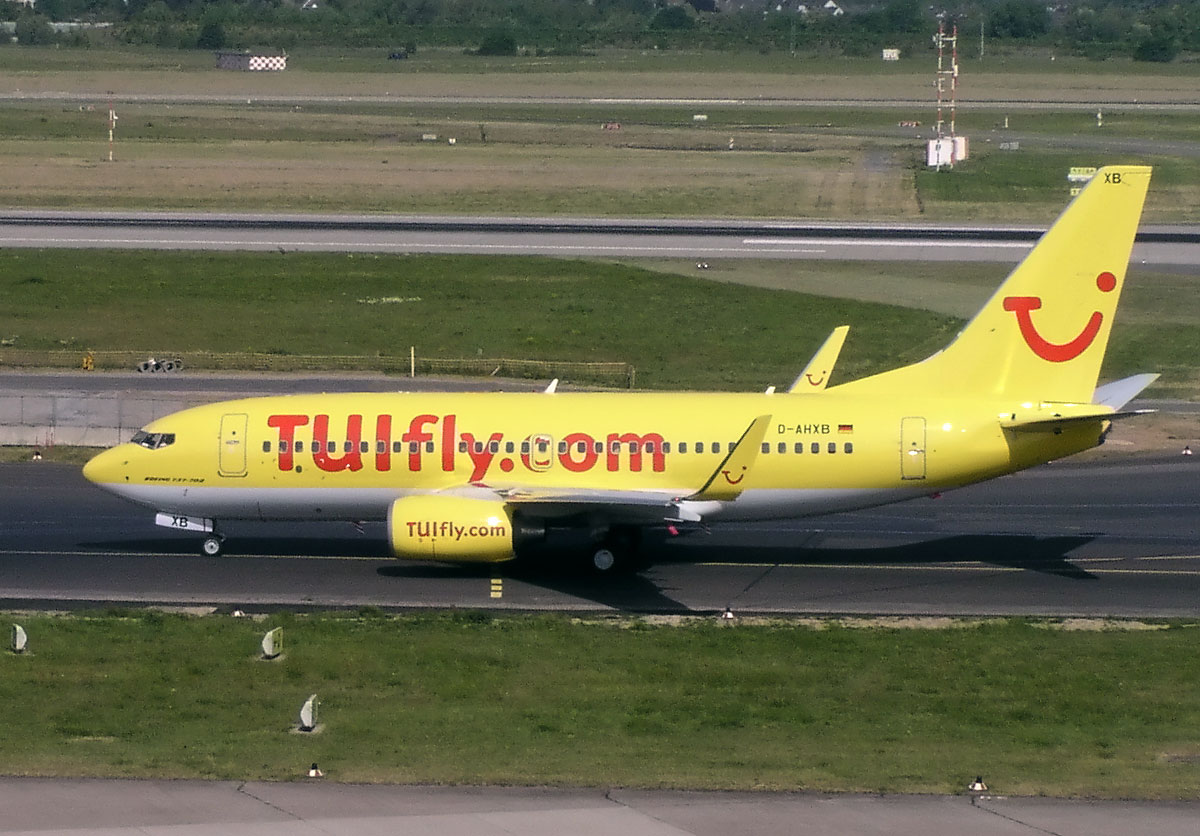
Tuifly en Düsseldorf.

- Dinamarca, Finlandia, Noruega y Suecia
  - TUIfly Nordic
- Francia
  - Corsair
- Países Bajos
  - TUI Airlines Nederland
- Reino Unido
  - TUI Airways

### Operadores turísticos (Turoperadores)
- TUI Central Europe
  - Alemania
    - 1-2-FLY
    - Airtours international
    - atraveo
    - Berge & Meer Touristik
    - Discount Travel
    - FOX-Tours
    - Gebeco
    - L'TUR
    - OFT-Reisen
    - Touropa
    - TUI Deutschland
    - Wolters Reisen

  - Austria
    - Gulet Touropa Touristik
    - TUI Austria

  - Polonia
    - TUI Poland

  - Suiza
    - TUI Suiza
- TUI Northern Europe
  - Dinamarca
    - Sportsrejser
    - StarTour
    - TEMA

  - Finlandia
    - Finnmatkat
    - TEMA

  - Reino Unido
    - Specialist Holidays Group
    - TUI UK

  - Irlanda
    - Budget Travel
    - Specialist Holiday Group

  - Noruega
    - Sportreiser
    - Starour
    - TEMA

  - Suecia
    - Fritidsresor
    - Sportresor
    - TEMA
    - TUI Nordic
- TUI Western Europe
  - Francia
    - Nouvelles Frontières
    - TUI France
    - JV
    - Touraventure

  - Bélgica
    - Jetair
    - TUI Belgium

  - Países Bajos
    - Arke
    - De Boer & Wendel
    - Discovery
    - Group & Incentive Travel
    - Holland International
    - Isropa Reizen
    - KRAS Reizen
    - Panta Reizen
    - TUI Nederland
    - Zeetours Cruises
    - TUI River Cruises[9]
- TUI Musement
  - Destination Services
  - Intercruses Shoreside & Port Services
  - Pacific World
  - Lima Tours
  - TUI Mexicana
  - TUI Dominicana
  - TUI Costa Rica
  - TUI Perú
  - TUI USA
- Mercados de futuro
  - China
    - TUI China

  - Rusia
    - TUI Mostravel Russi

### Cadenas hoteleras
- Atlantica Hotels
- Dorfhotel
- Gran Resort Hotels
- Grecotel
- Grupotel
- Iberotel
- Magic Life
- RIU Hotels
- Robinson Club
- Sol y Mar

### Agencias de viajes
- TUI Central Europe
  - Alemania
    - TUI Leisure Travel
      - TUI ReiseCenter
      - FIRST Reisebüro
      - Hapag-Lloyd Reisebüro
      - Discount Travel
      - TUI Travel Star
      - Touristik Express

    - TV Travel Shop Germany

  - Austria
    - TUI ReiseCenter

  - Polonia
    - TUI CentrumPodrózy
    - Scan Holiday

  - Suiza
    - TUI Suisse Retail
      - TUI ReiseCenter
      - TUI Agence de Voyages
      - TUI Premium Travel
- TUI Northern Europe
  - Dinamarca
    - StarTour

  - Finlandia
    - Oy Finnmatkat

  - Reino Unido
    - Thomson Holidays
    - Austravel
    - Caller-Pegasus Travel Service

  - Irlanda
    - Budget Travel

  - Noruega
    - StarTour Stjernereiser

  - Suecia
    - Fritidsresor Sverige
- TUI Western Europe
  - Francia
    - Nouvelles Frontières
    - Havas Voyages

  - Bélgica
    - Nouvelles Frontières Bélgica
    - Sunjets
    - TUI Travel Center

  - Países Bajos
    - World of TUI Reisbureau
    - KRAS Reisbureau

### Agencias Receptivas
- España
  - TUI España Turismo
    - Ultramar Transport
    - Intercruises Shoreside & Port Services
- Egipto
  - Travco Group
- Bulgaria
  - TUI Bulgaria
- China
  - TUI China Travel
- Dubái
  - Travco Dubai
- República Dominicana
  - TUI Dominicana
- Grecia
  - TUI Hellas Travel
- Italia
  - Serenade Tours
  - Acampora Travel
- Kenia
  - Pollman's Tours and Safaris
- Croatia
  - Gulliver Travel
- Líbano
  - Aeolos Liban
- Malta
  - TUI Malta
- Marruecos
  - Holidays Services
- Mauricio
  - Summertimes
- México
  - TUI Mexicana (TUI Musement)
- República Dominicana
  - TUI Mexicana (TUI Musement)
- Namibia
  - ATC Namibia
- Portugal
  - TUI Portugal
- Rumania
  - Danubius Travel
- Sri Lanka
  - Aitken Spence Travels
- Sudáfrica
  - ATC African Travel
- Tanzania
  - Ranger Safaris
- Tunicia
  - Tunisie Voyages
- Turquía
  - Tantur Turizm (TUI Türkiye)
- Chipre
  - Aeolos Travel

### Barcos de crucero

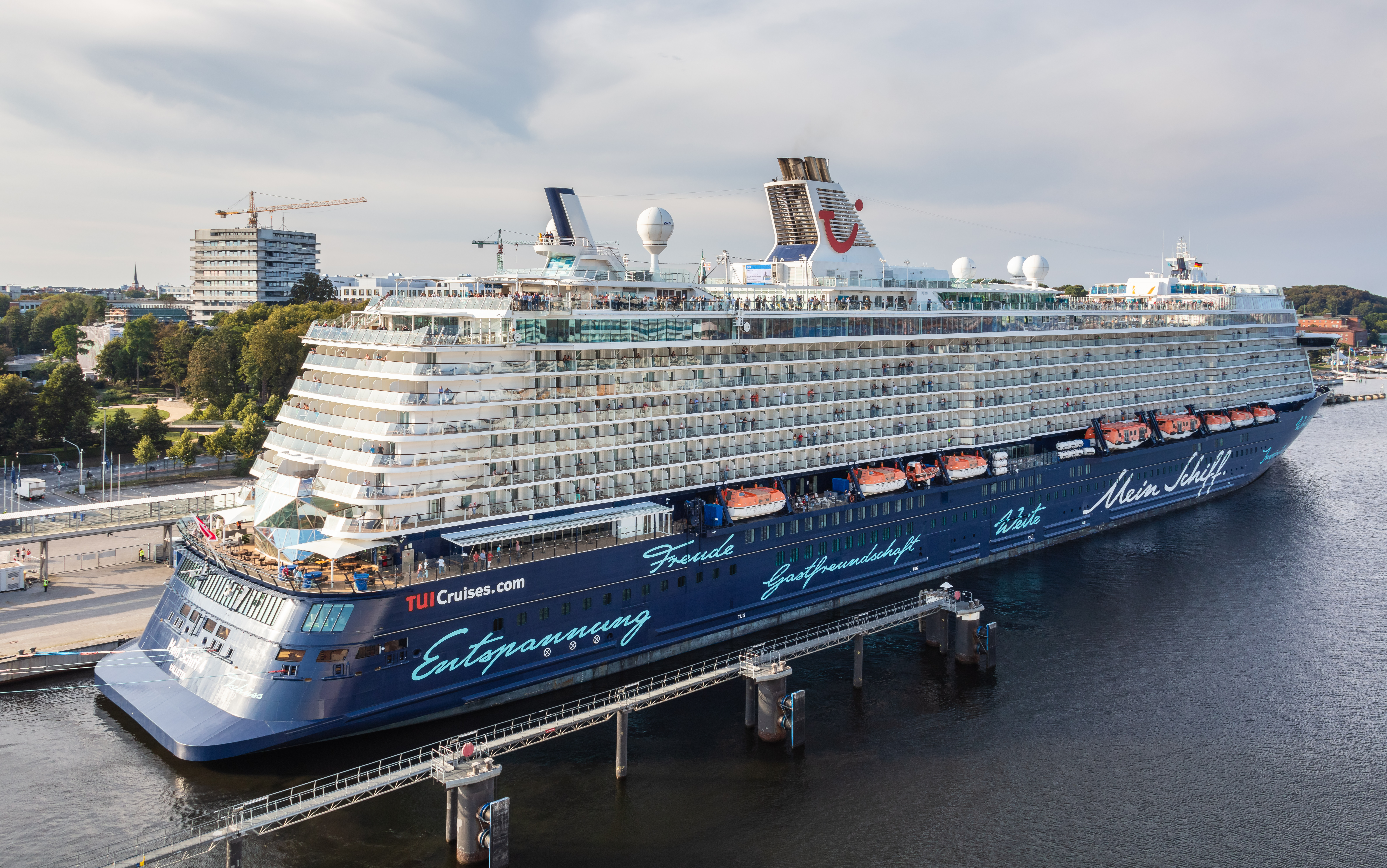
Crucero Mein Schiff 4, Kiel, Alemania.

- Alemania
  - Hapag-Lloyd Kreuzfahrten
  - Mein schiff
- Reino Unido
  - Marella Cruises